# Asemum striatum
Asemum striatum је инсект из реда тврдокрилаца (Coleoptera) и фамилије стрижибуба (Cerambycidae). Припада подфамилији Spondylidinae.

## Опис
Глава, пронотум, ноге и антене су црни до браон. Покрилца су црна, тамнобраон, па све до црвенкастобраон боје, са по неколико уздужних плитких ребара.

## Распрострањење и станиште
Присутан је у готово целој Европи и на другим континентима. У Србији није чест, бележен је у јужној половини земље обично на висинама изнад 500 m.

## Биологија
Одрасле јединке су дуге 8–23 mm и налазе се од маја до августа. Ларва се развија 2–3 године у мртвим стаблима и пањевима четинара, најчешће борова (белог, кривуља, црног), али и смрче, јеле и ариша.